# Urmi
Der Fluss Urmi (russisch Урми) ist der rechte Quellfluss der Tunguska in der Region Chabarowsk im Fernen Osten Russlands.
Er hat seinen Ursprung an der Südflanke des Badschalgebirges. Von dort fließt er in südwestlicher Richtung, später in südlicher Richtung entlang dem Ostrand des Burejagebirges. Schließlich erreicht der Fluss die Amurniederung und wendet sich nach Osten. Auf den letzten Kilometern vor seinem Zusammentreffen mit dem anderen Quellfluss der Tunguska, Kur, bildet er den Grenzfluss zwischen der Region Chabarowsk und der Jüdischen Autonomen Oblast. Der 458 km lange Fluss entwässert ein Gebiet von 15000 km².
Der mittlere Abfluss 204 km vor der Mündung beträgt 170 m³/s. Der Fluss gefriert im November und ist Ende April / Anfang Mai wieder eisfrei.